# 週刊ことばマガジン
『週刊ことばマガジン（しゅうかんことばマガジン）』とは、2005年4月2日から2011年3月5日まで東日本放送をはじめ、東北6県および新潟県のテレビ朝日系列局で放送されていた東北電力一社提供のブロックネット番組である。愛称は『ことマガ』。

## 概要
毎週東北電力エリア内の7県中1県の方言1つをピックアップし、その方言にはどのような伝統があるのか、どのような時に使われているのかなどをネット局担当のアナウンサーが体験し、言葉の意味と魅力を発見する。監修は東北大学方言研究センター。

## 出演者
- コージー冨田（ナレーション）
  - 2006年の正月スペシャルでは東日本放送アナウンサーの岩田有未とともに司会を担当。

### ネット局担当アナウンサー
東日本放送
- 岩田有未（-2007年3月）
- 濱知美（2007年4月-2008年3月）
- 濱本りか（2008年4月-2009年3月）
- 佐藤千晶（2009年4月-）

青森朝日放送
- 荒井千里（2006年-2007年8月）
- 木村慎吾（2007年9月-2008年3月）
- 鈴木理香子（2008年4月-）

秋田朝日放送
- 小田正実（-2006年3月）
- 杉本亜紀子（2006年4月-2007年3月）
- 油井亜衣（2007年4月-2009年3月）
- 手島千尋（2009年4月-）

岩手朝日テレビ
- 原田佳子
- 矢田雄二郎（-2007年8月）
- 中尾考作（2007年9月-）

山形テレビ
- 小坂深和（-2007年3月）
- 小出匡志（2007年4月-2008年4月）
- 高橋聡美（2008年5月-）

福島放送
- 莇陽子（-2007年3月）
- 佐藤さやか（-2007年3月）
- 猪俣理恵（2007年4月-）
- 坂本洋子（2008年4月-）

新潟テレビ21
- 小林聖子（2006年7月1日）
- 内山知子（-2007年6月）
- 宮里伸哉（2007年7月-12月）
- 冨高由喜（2008年-）

## 放送時間
いずれの局も毎週土曜放送
| 放送局                  | 放送時間（JST） | 遅れ       |
| ----------------------- | --------------- | ---------- |
| 東日本放送（KHB）       | 9:30 - 9:45     | 制作局     |
| 岩手朝日テレビ（IAT）   | 9:30 - 9:45     | 同時ネット |
| 福島放送（KFB）         | 10:00 - 10:15   | 30分遅れ   |
| 青森朝日放送（ABA）     | 11:30 - 11:45   | 2時間遅れ  |
| 秋田朝日放送（AAB）     | 11:30 - 11:45   | 2時間遅れ  |
| 山形テレビ（YTS）       | 11:30 - 11:45   | 2時間遅れ  |
| 新潟テレビ21（NT21→UX） | 11:30 - 11:45   | 2時間遅れ  |

- 2011年3月11日の東北地方太平洋沖地震（東日本大震災）の影響で、同年3月5日の放送をもって打ち切り。